# Не говори зі злом (фільм, 2024)
«Не говори зі злом» (англ. Speak No Evil) — це американський психологічний трилер 2024 року, автором сценарію та режисером якого є Джеймс Воткінс. Фільм є римейком оригінальної данської кінострічки 2022 року. У фільмі зіграли Джеймс Мак-Евой, Маккензі Девіс, Ешлінг Франчозі, Алікс Вест Лефлер, Ден Гаф і Скут Макнейрі. Джейсон Блам виступає в ролі продюсера через свою кінокомпанію Blumhouse Productions. Вихід фільму в Україні запланований на 12 вересня 2024 року.

## Сюжет
Дві родини познайомились під час відпочинку у Європі. Американці Луїза (Маккензі Девіс) та Бен (Скут Макнейрі) разом із донькою погоджуються на пропозицію та їдуть у гості до нових приятелів. Британська пара Педді (Джеймс Мак-Евой) та Сіара (Ешлінг Франчозі) радо зустрічають їх у своєму заміському будиночку. Спершу ця зустріч схожа на безліч подібних посиденьок, де разом збираються старі знайомі. Та з кожною хвилиною атмосфера стає дедалі напруженішою. Зрештою стає зрозумілим, що поїхати з цього місця варто негайно. Та чи вдасться втекти звідси неушкодженими – велике питання.

## У ролях
| Актор             | Роль         |
| ----------------- | ------------ |
| Джеймс Мак-Евой   | Педді        |
| Маккензі Девіс    | Луїза Далтон |
| Ешлінг Франчозі   | Сіара        |
| Алікс Вест Лефлер | Агнес Далтон |
| Ден Гаф           | Ент          |
| Скут Макнейрі     | Бен Далтон   |
| Мотаз Малхіз      | Мухджид      |

## Виробництво
У фільмі, випущеному Blumhouse Productions, Джеймс Воткінс виступив у ролі сценариста та режисера. Фільм є римейком оригінальної датської кінострічки 2022 року. У квітні 2023 року Джеймс Мак-Евой та Маккензі Девіс були затверджені на ролі у фільмі. Наступного місяця до акторського складу приєднався Скут Макнейрі.
Зйомки фільму, які розпочалися у травні 2023 року в Хорватії та Глостері, Англія, мали завершитися в липні того ж року, однак були призупинені через страйк SAG-AFTRA 2023 року. Роботу над фільмом було відновлено у Великій Британії в середині листопада.

## Оцінки критиків
За даними Rotten Tomatoes, 83% зі 198 критиків позитивно оцінили фільм, надавши йому середню оцінку 6,8 бала з 10. На платформі Metacritic фільм отримав середній бал 66 зі 100 на основі відгуків 41 кінокритика, що відповідає категорії «в цілому схвально».
Попередні відгуки критиків на фільм «Не говори зі злом» варіюються від похвали за психологічну глибину до критики за передбачуваність.
Критики з The Guardian зазначають, що фільм вміло використовує елементи психологічного трилера, щоб утримувати глядачів у постійному стані тривоги. Проте деякі рецензенти вважають, що стрічка втрачає темп у другій половині, і декому кінцівка може здатися передбачуваною.